# 施特拉貝格-尼文海姆湖
51°06′06″N 6°46′54″E / 51.1018°N 6.7818°E

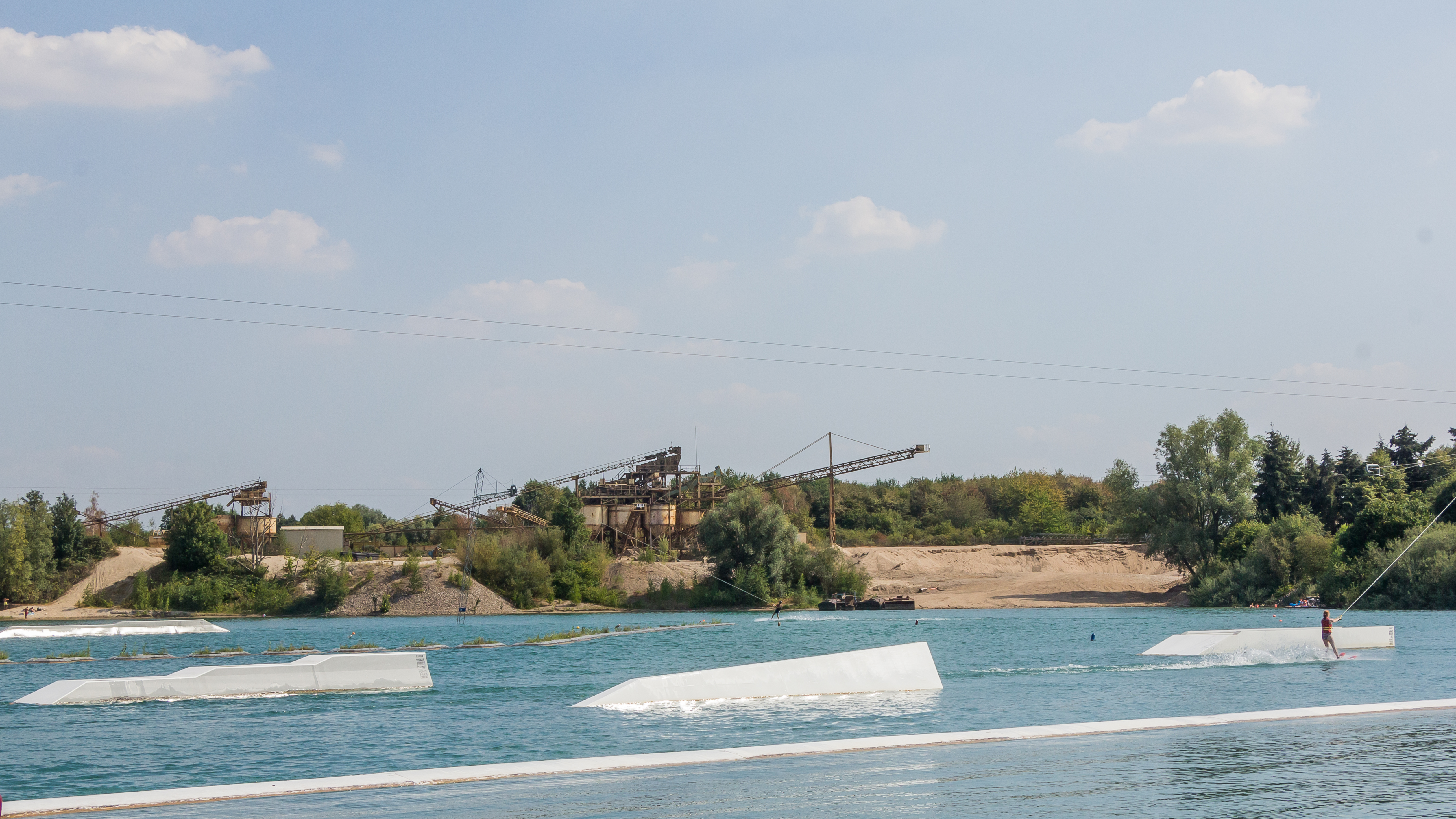

施特拉貝格-尼文海姆湖（德語：Straberg-Nievenheimer See），是德國的湖泊，位於該國西部，由北萊茵-威斯特法倫州負責管轄，處於多爾馬根，長0.7公里、寬0.6公里，面積0.39平方公里，平均水深14米，最大水深19米。